# Türnitz
Türnitz is een gemeente in de Oostenrijkse deelstaat Neder-Oostenrijk, gelegen in het district Lilienfeld (LF). De gemeente heeft ongeveer 2100 inwoners.

## Geografie
Türnitz heeft een oppervlakte van 145,53 km². Het ligt in het centrum van het land, ten zuidwesten van de hoofdstad Wenen.
Annaberg · Eschenau · Hainfeld · Hohenberg · Kaumberg · Kleinzell · Lilienfeld · Mitterbach am Erlaufsee · Ramsau · Rohrbach an der Gölsen · Sankt Aegyd am Neuwalde · Sankt Veit an der Gölsen · Traisen · Türnitz
- Gemeinsame Normdatei: 4513723-7
- Library of Congress Control Number: nb2004301901
- Nationale Bibliotheek van Israël: 987007469836405171
- Virtual International Authority File: 156186791
- WorldCat: E39PBJvH9Fw9P6xqPt33m3ChHC